# Pyramica alberti
Pyramica alberti är en myrart som först beskrevs av Auguste-Henri Forel 1893.  Pyramica alberti ingår i släktet Pyramica och familjen myror. Inga underarter finns listade i Catalogue of Life.